# Rakovicius kawai
Rakovicius kawai är en skalbaggsart som beskrevs av Riccardo Pittino 2006. Rakovicius kawai ingår i släktet Rakovicius och familjen Aphodiidae. Inga underarter finns listade i Catalogue of Life.